# Singhi Kangri
El Singhi Kangri és una muntanya de la serralada del Karakoram que s'eleva fins als 7.202 msnm. Es troba a la frontera entre la Xina, Xinjiang, i el Pakistan, Gilgit-Baltistan, a la zona de Siachen. La primera ascensió de la muntanya va tenir lloc el 1976 per una expedició japonesa.